# مطار مدريد–توريخون
مطار مدريد - توريخون هو مطار تجاري في إسبانيا. كان منشأه من إرادة للاستخدام المشترك بين وزارة الدفاع الإسبانية ووزارة الأشغال العامة
وهو في المقام الأول للجزء المدني المخصص إلى السلطة التنفيذية والطيران الخاص
يقع المطار على بعد 24 كم (15 ميل) شمال شرق مدريد، و 8 كم (5 ميل) غرب الكالا دي هيناريس، و 1.6 كم (1 ميل) شمال شرق توريخون دي أردوز

## الجناح العسكري

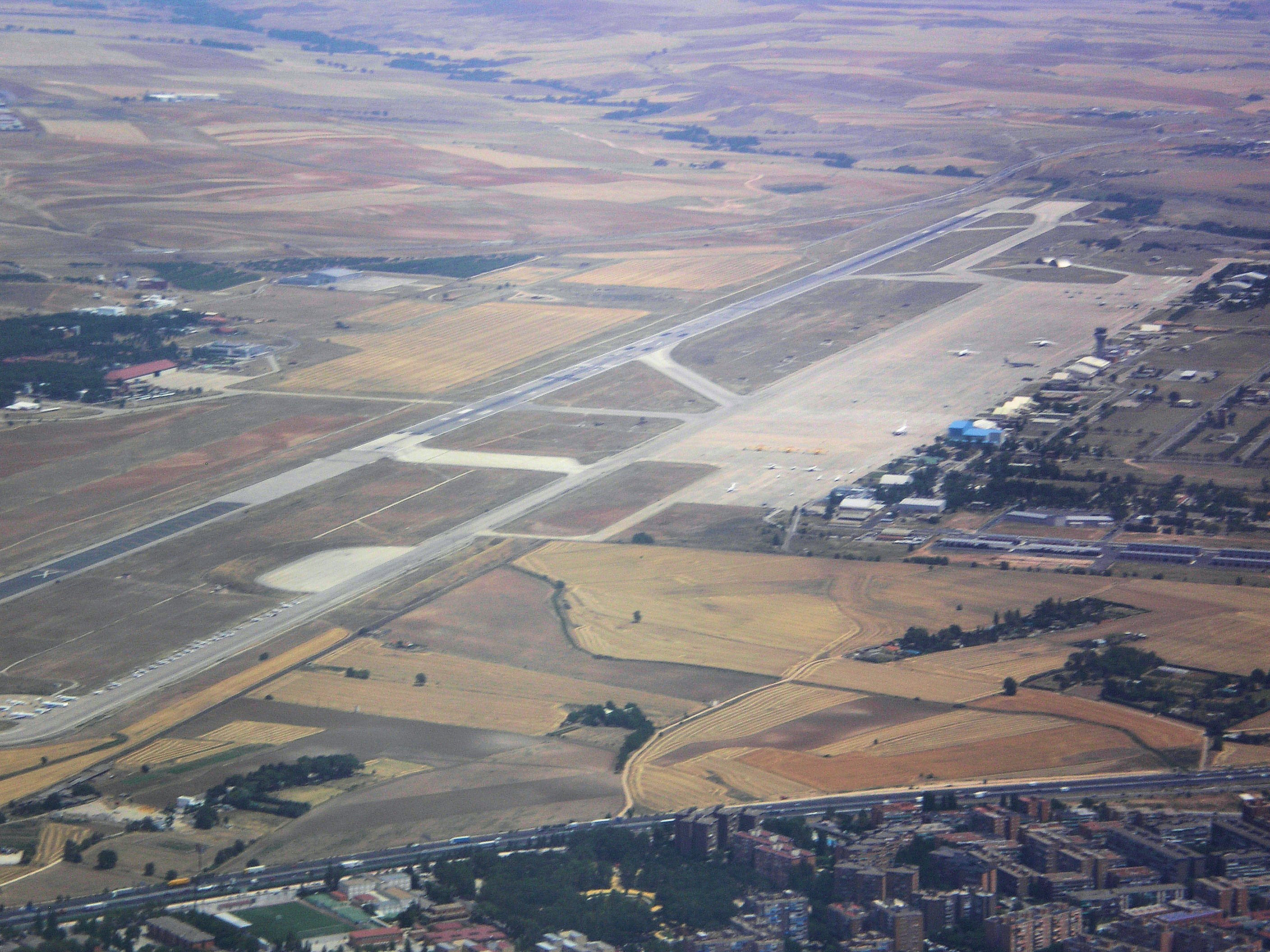
القاعدة الجوية في توريخون دي أردوز، منطقة مدريد، إسبانيا.

الجزء العسكري من المطار هو (قاعدة دي توريخون) وهي قاعدة يوجد فيها عدة للقتال والخدمات اللوجستية ووحدات الحرب الالكترونية، وتقوم بخدمة القوات الجوية الإسبانية، يوجد فيها عدة طائرات عسكرية من بينها الجناح 12 للقتال وإف/إيه-18 هورنت ويوجد فيها الطائرات الرسمية لملك أسبانيا ورئيس الحكومة. وهي أيضا قاعدة لمركز القمر الصناعي للاتحاد الأوروبي (EUSC)
كان المطار سابقا موطنا لسلاح الجو الأمريكي وكان باسم قاعدة توريخون الجوية

## التاريخ
في عام 1987 تم إعادة التفاوض على اتفاق القاعدة، والتي دخلت حيز التنفيذ في عام 1983
ولمدة خمس سنوات، شنت إسبانيا ضغوط لتقليص الوجود العسكري للولايات المتحدة في إسبانيا. وقاموا جماعات وعناصر من الحزب الاشتراكي الشيوعي حملة ضد القواعد العسكرية. وعلاوة على ذلك، كان اتفاق القاعدة أن تصبح رمزا للتعاون بين الولايات المتحدة والنظام السابق لفرانشيسكو فرانكو. وكان من المهم لكثير من الأسبان القضاء على بقايا هذا التاريخ من خلال تحويل العلاقات الثنائية منذ فترة طويلة في اسبانيا مع الولايات المتحدة الأمريكية في مهمة متعددة الأطراف من خلال منظمة حلف شمال الأطلسي
وكانت نتائج استفتاء حصل عام 1986 هو التزام الحكومة الاسبانية للتفاوض على خفض الوجود العسكري للولايات المتحدة في اسبانيا. وأصرت أسبانيا أن تتم إزالة طائرات F16 من قاعدة توريخون كشرط لتجديد الاتفاقية للقاعدة، وهددت الحكومة الأسبانية لطرد جميع قوات الولايات المتحدة الأمريكية في إسبانيا إذا لم تقبل بهذا الطلب. ورأت الولايات المتحدة أن المساهمات العسكرية الأسبانية كانت أدنى وتحتاج إلى توضيح وكانت الحكومة الأسبانية سمحت الحكومات المحلية لإملاء ضعف دفاعات حلف شمال الأطلسي
ولكن ايطاليا وافقت في وقت لاحق لوضع الجناح F-16 في قاعدة أفيانو الجوية، وتكلفة النقل كانت مرتفعة، كما أن الوحدة ستكون في وضع أكثر عرضة للاشتباك مع قوات حلف وارسو
وفي يناير من عام 1988، كانت اسبانيا والولايات المتحدة قد أعلنت بالاشتراك أنه تم التوصل إلى اتفاق من حيث المبدأ على اتفاق جديد مع القاعدة لفترة مبدئيا مدتها ثماني سنوات، تلبي للشروط التي طالبت بها اسبانيا. وعندها كانت طائرات F-16 يجب إخلائها من توريخون في غضون ثلاث سنوات، وبحلول منتصف عام 1991. كان من المتوقع أن هذه الخطوة من شأنها أن تقلل من عدد موظفي الولايات المتحدة الأمريكية في إسبانيا
ولكن تأخر تنفيذ هذا الاتفاق من أزمة 1990-1991 في الكويت، عندما كانت طائرات 401 TFW واحدة من أولى الطائرات الأمريكية مهاما في الحرب، وبدأت طائرات TFS 612 الانتشار في القاعدة، وفي زمن الحرب نقلوا إلى قاعدة انجرليك التركية TFS 614، وأمرت طائرات بمهام تنفيذية عديدة خلال عمليات درع الصحراء وعاصفة الصحراء
وبعد وقف إطلاق النار سنة 1991 في العراق، خطط لإغلاق القاعدة الجوية في توريخون. وفي 28 يونيو من عام 1991 ، تم نقل طائرات TFS 613 إلى أسراب طيران الحرس الوطني في الولايات المتحدة. وطائرات TFS 612 في 1 أكتوبر، وطائرات TFS 614 في 1 يناير من عام 1992.
وفقا لاتفاق 1988، نقلت القوات الجوية الأمريكية إلى قاعدة أفيانو الجوية في إيطاليا دون المعدات، يوم 21 مايو 1996